# Mistrzostwa Świata w Narciarstwie Dowolnym i Snowboardingu 2021 – skicross kobiet
Rywalizacja kobiet w konkurencji skicross podczas mistrzostw świata w Idre Fjäll została rozegrana na trasie o nazwie Idre Fjäll. Kwalifikacje rozegrano 10 lutego o 12:30, z kolei biegi finałowe 13 lutego o 12:30. Złoty medal zdobyła Szwedka Sandra Näslund, która na mecie wyprzedziła drugą Fanny Smith oraz trzecią Alizée Baron.

## Kwalifikacje
| Miejsca | Bib | Zawodniczka              | Kraj                          | Czas    | Uwagi |
| ------- | --- | ------------------------ | ----------------------------- | ------- | ----- |
| 1.      | 2   | Fanny Smith              | Szwajcaria                    | 1:17,27 | Q     |
| 2.      | 3   | Sandra Näslund           | Szwecja                       | 1:17,90 | Q     |
| 3.      | 1   | Katrin Ofner             | Austria                       | 1:19,49 | Q     |
| 4.      | 7   | Alizée Baron             | Francja                       | 1:19,60 | Q     |
| 5.      | 19  | Tiana Gairns             | Kanada                        | 1:20,03 | Q     |
| 6.      | 5   | Marielle Berger-Sabbatel | Francja                       | 1:20,38 | Q     |
| 7.      | 4   | Talina Gantenbein        | Szwajcaria                    | 1:20,41 | Q     |
| 8.      | 9   | Courtney Hoffos          | Kanada                        | 1:20,42 | Q     |
| 9.      | 18  | Hannah Schmidt           | Kanada                        | 1:20,72 | Q     |
| 10.     | 6   | Marielle Thompson        | Kanada                        | 1:20,74 | Q     |
| 11.     | 12  | Anastasija Czircowa      | Rosyjska Federacja Narciarska | 1:20,77 | Q     |
| 12.     | 10  | Jade Grillet-Aubert      | Francja                       | 1:20,84 | Q     |
| 13.     | 8   | Alexandra Edebo          | Szwecja                       | 1:20,92 | Q     |
| 14.     | 11  | Zoe Chore                | Kanada                        | 1:21,06 | Q     |
| 15.     | 17  | Jekaterina Malcewa       | Rosyjska Federacja Narciarska | 1:21,48 | Q     |
| 16.     | 13  | Sanna Lüdi               | Szwajcaria                    | 1:21,57 | Q     |
| 17.     | 16  | Amélie Schneider         | Francja                       | 1:21,94 |       |
| 18.     | 14  | Nikol Kučerová           | Czechy                        | 1:21,94 |       |
| 19.     | 15  | Marija Dobrowa           | Rosyjska Federacja Narciarska | 1:23,73 |       |

## Finały
Opracowano na podstawie materiału źródłowego: 

### Ćwierćfinały
| Miejsce | Bib | Zawodniczka     | Kraj       | Uwagi |
| ------- | --- | --------------- | ---------- | ----- |
| 1.      | 8   | Courtney Hoffos | Kanada     | Q     |
| 2.      | 1   | Fanny Smith     | Szwajcaria | Q     |
| 3.      | 9   | Hannah Schmidt  | Kanada     |       |
| 4.      | 16  | Sanna Lüdi      | Szwajcaria |       |

| Miejsce | Bib | Zawodniczka              | Kraj                          | Uwagi |
| ------- | --- | ------------------------ | ----------------------------- | ----- |
| 1.      | 6   | Marielle Berger-Sabbatel | Francja                       | Q     |
| 2.      | 11  | Anastasija Czircowa      | Rosyjska Federacja Narciarska | Q     |
| 3.      | 14  | Katrin Ofner             | Austria                       |       |
| 4.      | 3   | Zoe Chore                | Kanada                        |       |

| Miejsce | Bib | Zawodniczka         | Kraj    | Uwagi |
| ------- | --- | ------------------- | ------- | ----- |
| 1.      | 13  | Alexandra Edebo     | Szwecja | Q     |
| 2.      | 4   | Alizée Baron        | Francja | Q     |
| 3.      | 12  | Jade Grillet-Aubert | Francja |       |
| 4.      | 5   | Tiana Gairns        | Kanada  |       |

| Miejsce | Bib | Zawodniczka        | Kraj                          | Uwagi |
| ------- | --- | ------------------ | ----------------------------- | ----- |
| 1.      | 2   | Sandra Näslund     | Szwecja                       | Q     |
| 2.      | 7   | Talina Gantenbein  | Szwajcaria                    | Q     |
| 3.      | 10  | Marielle Thompson  | Kanada                        |       |
| 4.      | 15  | Jekaterina Malcewa | Rosyjska Federacja Narciarska |       |

### Półfinały
| Miejsce | Bib | Zawodniczka     | Kraj       | Uwagi |
| ------- | --- | --------------- | ---------- | ----- |
| 1.      | 1   | Fanny Smith     | Szwajcaria | Q     |
| 2.      | 4   | Alizée Baron    | Francja    | Q     |
| 3.      | 8   | Courtney Hoffos | Kanada     |       |
| 4.      | 13  | Alexandra Edebo | Szwecja    |       |

| Miejsce | Bib | Zawodniczka              | Kraj                          | Uwagi |
| ------- | --- | ------------------------ | ----------------------------- | ----- |
| 1.      | 2   | Sandra Näslund           | Szwecja                       | Q     |
| 2.      | 7   | Talina Gantenbein        | Szwajcaria                    | Q     |
| 3.      | 6   | Marielle Berger-Sabbatel | Francja                       |       |
| 4.      | 11  | Anastasija Czircowa      | Rosyjska Federacja Narciarska | DNF   |

### Finały

#### Mały finał
| Miejsce | Bib | Zawodniczka              | Kraj                          | Uwagi |
| ------- | --- | ------------------------ | ----------------------------- | ----- |
| 5.      | 8   | Courtney Hoffos          | Kanada                        |       |
| 6.      | 6   | Marielle Berger-Sabbatel | Francja                       |       |
| 7.      | 11  | Anastasija Czircowa      | Rosyjska Federacja Narciarska |       |
| 8.      | 13  | Alexandra Edebo          | Szwecja                       | DNF   |

#### Duży finał
| Miejsce | Bib | Zawodniczka       | Kraj       | Uwagi |
| ------- | --- | ----------------- | ---------- | ----- |
|         | 2   | Sandra Näslund    | Szwecja    |       |
|         | 1   | Fanny Smith       | Szwajcaria |       |
|         | 4   | Alizée Baron      | Francja    |       |
| 4.      | 7   | Talina Gantenbein | Szwajcaria |       |